# Édouard Mendy
Édouard Osoque Mendy (n. 1 martie 1992, Montivilliers, Haute-Normandie, Franța) este un fotbalist senegalez și francez liber de contract, care joacă pe post de portar.
Începându-și cariera în Franța, Mendy a jucat la academia lui Le Havre înainte de a semna ca profesionist cu Cherbourg din divizia a treia în 2011. Mendy a fost concediat în 2014, după care aproape că a renunțat la fotbal înainte de a primi o oportunitate cu rezervele lui Olympique Marseille. S-a impus în următoarele câteva sezoane la Reims și Rennes, înainte de a semna pentru clubul din Premier League Chelsea FC în 2020. S-a impus imediat ca portarul de start al clubului și a reușit 16 meciuri fără gol primit în primul său sezon în Premier League. În același sezon, Mendy a egalat recordul deținut de Santiago Cañizares și Keylor Navas pentru cele mai multe meciuri fără gol primit într-un sezon al Ligii Campionilor cu un total de nouă și a jucat un rol esențial în drumul către finala care a văzut-o pe Chelsea ridicând trofeul după ce a învins-o pe Manchester City cu 1-0.
Pe plan internațional, Mendy a putut alege să reprezinte Guineea-Bissau, Senegal sau Franța, Mendy s-a alăturat inițial cu Guineea-Bissau în onoarea tatălui său, dar ulterior și-a schimbat decizia și a ales naționala Senegalului, unde a devenit portarul principal pentru Cupa Africii 2019.